# Jouy-sur-Morin
Jouy-sur-Morin este o comună din departamentul Seine-et-Marne, situat în regiunea Île-de-France din zona central-nordică a Franței.

## Demografie
Locuitorii se numesc Jouyssiens.

## Legături externe
- 1999 Land Use, from IAURIF (Institute for Urban Planning and Development of the Paris-Île-de-France région) en
- French Ministry of Culture list for Jouy-sur-Morin fr
- Map of Jouy-sur-Morin on Michelin en